# Korkskruvar

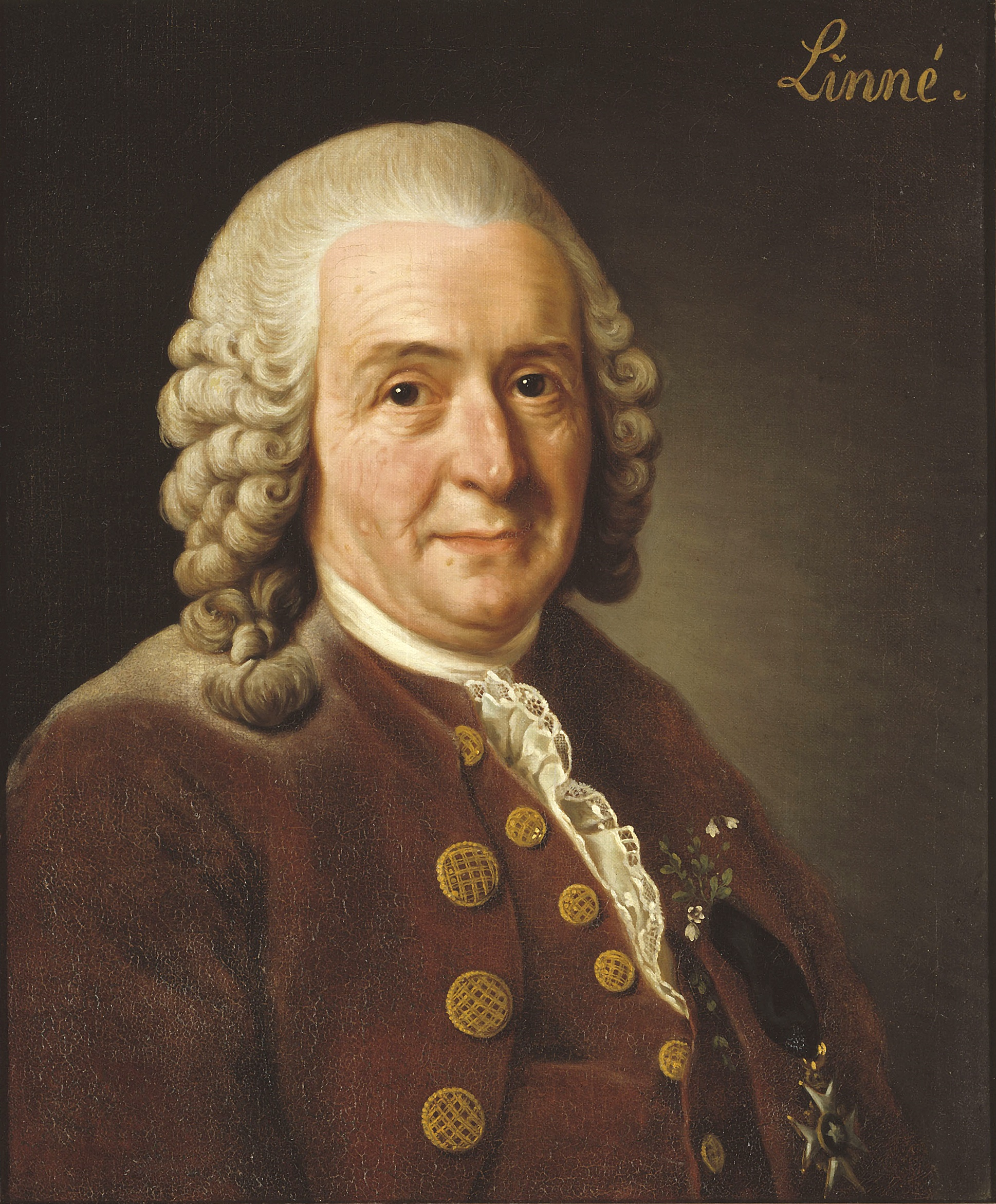
Carl von Linné hade så kallade korkskruvar.

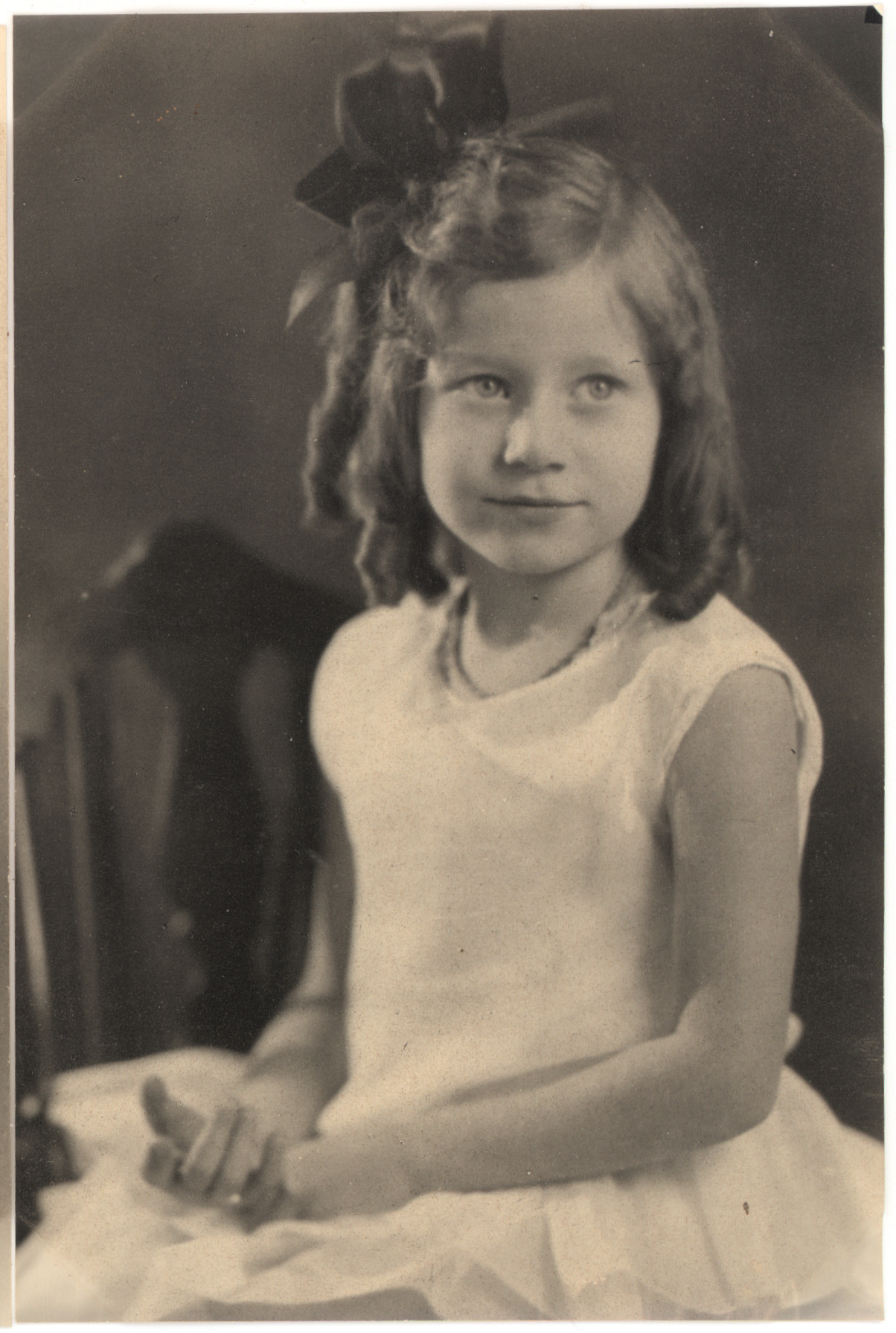
Flicka med korkskruvslockar.

Korkskruvar var en modefrisyr i Europa under 1600- och 1700-talen. Frisyren var framför allt populär bland advokater, vetenskapsmän. Ofta var det inte äkta hår utan en lockig peruk.
Lockarna kallas korkskruvar på både pojkar och flickor. Dockor från förr i tiden har ofta denna typ av frisyr.